# Ghorfa

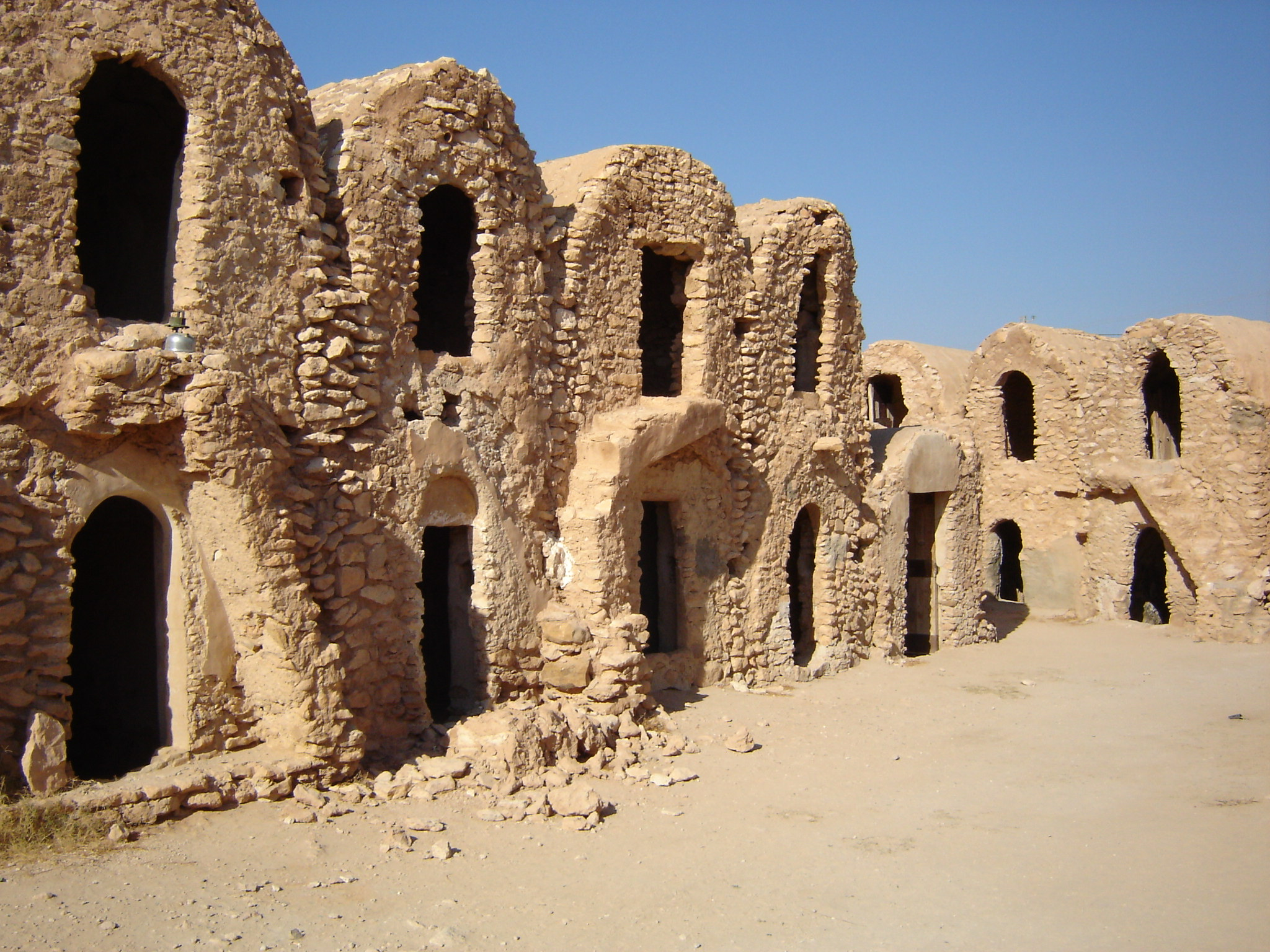
Ksar Hadadda, Tunisia

La ghorfa (dall'arabo غرفة ghurfa = stanza) è una tipologia di edificio propria dell'architettura berbera del sud della Tunisia.
Si tratta di una cellula granaio a pianta rettangolare allungata, con un'unica apertura sul lato corto, che i Berberi usavano prevalentemente per immagazzinare cereali e altre derrate. In questo, la funzione della ghorfa è assimilabile a quella di granai fortificati che si riscontrano in altre regioni del Maghreb, come l'agadir marocchino o la guelaa dell'Aurès (Algeria). Nonostante gli usi "turistici" moderni come bottega, la ghorfa non serviva, di norma, da abitazione, ma solo da magazzino.

## Storia
Certamente attribuibile alla lunga acquisizione delle tecniche edilizie romane, la ghorfa, più di ogni altro elemento, caratterizza e unifica l'architettura di sedentari e nomadi.
Le ghorfa presentano parecchie analogie con le abitazioni trogloditiche scavate nel sottosuolo. Entrambe le tecniche costruttive sono state elaborate in modo da sopperire alla scarsità di legname in quelle regioni, e, di fatto, né la ghorfa né la casa trogloditica fanno ricorso a travature o cassaforme in legno. 

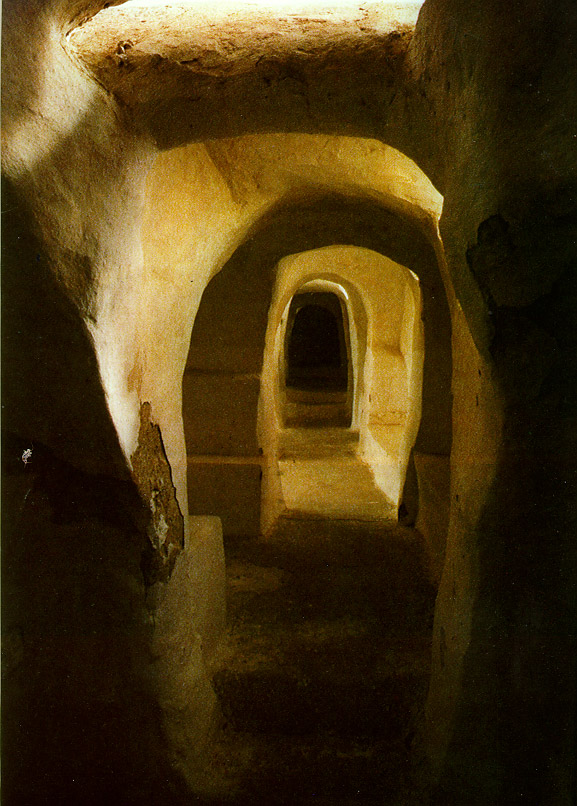
Ghorfa-interno

## Tecnologia costruttiva
La ghorfa tradizionale viene realizzata costruendo dapprima i muri verticali dei lati lunghi, sui quali, successivamente, viene sovrapposta la volta di copertura (a sezione grosso modo parabolica). Per la costruzione di queste, non essendo concepibile la realizzazione di una cassaforma di legno in una regione quasi priva di alberi, si seguiva la sagoma determinata dall'accatastamento, all'interno dei muri di sostegno, di sacchi di sparto riempiti di terra; la catasta terminava con uno strato di livellamento sempre di terra; per ultimo venivano eseguite le due testate e l'intonacatura interna, spesso decorata a rilievo, con un impasto di argilla e sabbia.

Questa cellula a volta consente la sovrapposizione di più piani senza dover ricorrere all'impiego del prezioso legname per i solai e trova, inoltre, la massima resa d'impiego negli accostamenti in serie continue che, compensando fra loro le spinte laterali delle volte, rendono possibili la riduzione di spessore dei muri, usandone ciascuno come appoggio per due volte contigue. Ed è proprio nello sfruttamento estremo delle caratteristiche di componibilità e possibilità di concentrazione delle ghorfa che si ritrovano tutti i più antichi esempi di utilizzazione di questo tipo monocellulare.

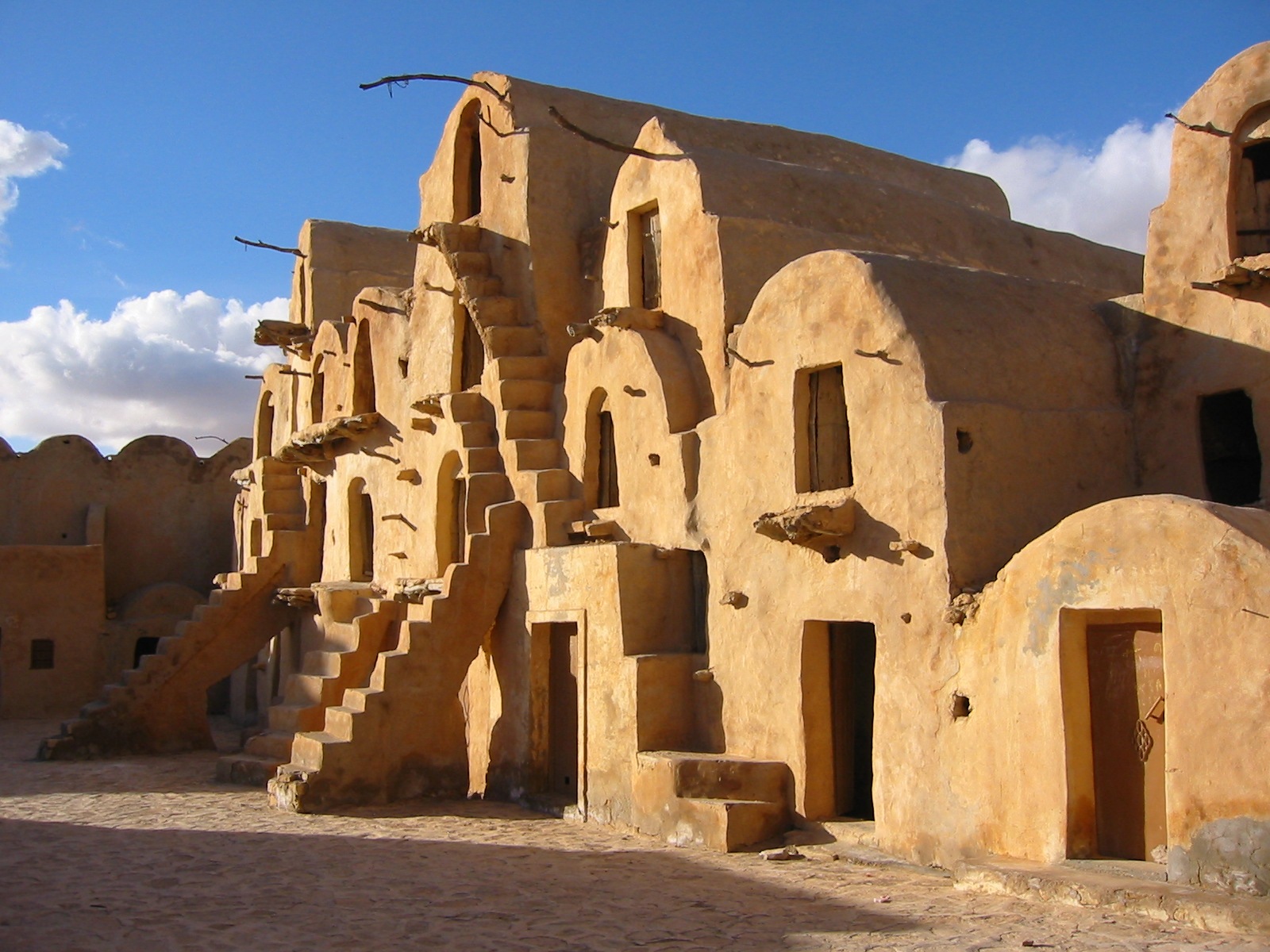
Ksar Ouled Sultane

## Aggregabilità modulare
Alla base della progettazione di ogni Ksar (villaggio fortificato) si trova il concetto di aggregabilità modulare della cellula-ghorfa, sia in serie indefinite, sia in corpi di fabbrica predeterminati e fra loro componibili. Con queste premesse presero forma, nel caso di aggregazioni indefinite, quelli che si possono chiamare Ksour lineari, come lo Ksar Ouled Debab, sito nella regione a sud est della Tunisia. Ma lo Ksar più tipico è quello che, mediante la connessione ad angolo retto di quattro corpi lineari di ghorfa, racchiude una corte centrale quadrangolare. Non sfugge, a questo punto, come la “filosofia del territorio” dei nomadi abbia saputo trasformare la precedente acquisita aggregabilità modulare delle ghorfa in un nuovo tipo, lo Ksar a corte, che, a sua volta, si propone come modulo aggregabile alla scala territoriale fino a formare quelle vere “ città dei servizi” che dovettero essere i grandi Ksour raggruppati della Jeffara, soprattutto a Médenine, in Tunisia, dove un complesso di 25 corti con oltre 6000 ghorfas costituì un'autentica città costruita dai nomadi per meglio garantire il loro nomadismo, fino alla loro distruzione nel 1962, quando la “razionalità” del pianificatore ha preferito una sostituzione a una trasformazione. All'intervento demolitivo sopravvivono due piccole corti collegate e circondate da due piani di ghorfa, il cui solo scopo è quello di costituire una attrazione turistica. 